# تل سالار (مقاطعة دورة)
تل سالار (بالفارسية: تل سالار) هي قرية تقع في Shurab Rural District في إيران. يقدر عدد سكانها بـ 239 نسمة بحسب إحصاء 2016.